# Таня Файон
Таня Файон (словен. Tanja Fajon; нар. 9 травня 1971, Любляна, Соціалістична Республіка Словенія, СФРЮ) — словенська журналістка й політична діячка, лідер соціал-демократів, член Партії європейських соціалістів, депутат Європейського парламенту з 2009 до 2022 року. Міністр закордонних справ в уряді Роберта Голоба з 1 червня 2022 року.
На початок 2020-х вона очолює словенську делегацію у політичній групі Прогресивного альянсу соціалістів і демократів.
Вона також є автором кількох документальних фільмів, зокрема «Повстання крайніх правих у Європі», «Людські трагедії на порозі Європи» та «Конституція Європейського Союзу».

## Життєпис
Закінчила факультет соціальних наук Університету Любляни зі спеціальністю «Журналістика», навчалась у в Коледжі міждисциплінарних досліджень Паризького університету, де здобула ступінь магістра з політології.
З 90-х років вона працювала журналісткою на радіо в Любляні, писала у газеті «Республіка», а також працювала з CNN. Вісім років вона була кореспондентом Словенського громадського телерадіомовлення в Брюсселі.
На виборах у 2009 році за списком соціал-демократів обрана членом Європарламенту, входить до Прогресивного альянсу соціалістів і демократів. 2014 року була переобрана.
2016 року словенські опитування громадської думки показали, що вона є однією з найпопулярніших політичних діячів країни.
Після виборів 2019 року Файон була у складі міжпартійної робочої групи, яка відповідала за розробку п'ятирічної робочої програми Європейського парламенту щодо верховенства права, кордонів та міграції.
Після місяців протестів та оголошення опозиційними партіями бойкоту сербських парламентських виборів 2020 року Файон стала однією з ключових фігур у міжпартійному діалозі за посередництва ЄП, як голова делегації у відносинах із Сербією.
З 1 червня 2022 року обіймає посаду міністра закордонних справ в уряді Роберта Голоба.
Володіє словенською, англійською, німецькою, французькою та хорватською мовами.